# Nicole Mosleh
Nicole Mosleh (* 1970 in Frankfurt am Main, Deutschland) ist eine deutsche Drehbuchautorin, Regisseurin und Produzentin palästinensisch-tschechischer Abstammung.

## Leben
Nicole Mosleh wuchs in Frankfurt am Main auf. Ihre Eltern kamen als politische Flüchtlinge nach Frankfurt.
Als 23-Jährige erhielt sie 1993 die Filmförderung für ihren ersten Kurzspielfilm Möhrengemüse. Der achtminütige Film gewann zahlreiche Preise und ist auch heute noch in zahlreichen Bibliotheken der Goethe Institute und des DAAD im Katalog. 1997 erhielt sie ein Stipendium für die Sommerakademie der staatlichen Filmhochschule (FEMIS) in Paris. Es folgt 1998/99 ihre Ausbildung zur Drehbuchautorin an der Drehbuchwerkstatt München der Hochschule für Fernsehen und Film (HFF) München. Ihr Diplom-Drehbuch Alice wurde für den Tankred Dorst-Drehbuchpreis nominiert und belegte den 3. Platz.
Im Anschluss an ihr Drehbuchstudium, wurde Mosleh in die Regieklasse des American Film Institute (AFI) in Los Angeles aufgenommen. Nach dem Studium verblieb Mosleh noch weitere drei Jahre in Los Angeles und arbeitete dort als Drehbuchautorin. Für ihr Debüt als Regisseurin mit dem Film Nemesis konnte sie Ulrich Mühe und Susanne Lothar für die Hauptrollen gewinnen.
Moslehs Kinofilmdebüt entstand unter erschwerten Bedingungen. Während der Vorproduktion brach ein großer Teil des zugesagten Budgets weg. Statt das Projekt abzusagen, entschied Mosleh kurzerhand, die Drehzeit von kalkulierten 26 Tagen auf 13 Tage zu kürzen. Während der Postproduktion erkrankte Ulrich Mühe an Krebs und verstarb wenige Monate später. Ein anschließender Rechtsstreit mit seiner Witwe Susanne Lothar blockierte den Film über drei Jahre lang. 2010 wurden sich die beiden Parteien einig und der Film feierte Premiere auf den Hofer Filmtagen. Als er 2012 endlich deutschlandweit in den Kinos startete, waren beide Hauptdarsteller tot; Lothar verstarb wenige Monate zuvor.
Mosleh arbeitet als Drehbuchautorin und Dramaturgin. Parallel zu ihrer künstlerischen Arbeit, lehrt sie Drehbuchschreiben, u. a. in der internen Weiterbildung des ZDF, der Bavaria Film GmbH, an Filmhochschulen und Filmhäusern. 2013 erschien im UVK Verlag ihr Buch Drehbuchschreiben.

## Auszeichnungen
- Nominierung Jupiter Award für „Nemesis“
- 2. MECOM Drehbuchpreis für „Der Trip“
- 3. Preis Tankred Dorst Drehbuchpreis für „Alice“
- 1. Preis beim Cinéma du Réel Festival für „Rêves“
- Preis Up-and-Coming European Cinema Award, Prädikat wertvoll für „Möhrengemüse“

## Filmografie
- 1995 Möhrengemüse
- 1997 Rêves
- 2000 4 Kurzfilme: No Favour goes unpunished, The Haircut, Cycle of a Spider, Gravity
- 2010 Nemesis

## Veröffentlichungen
- Drehbuchschreiben. Das Geheimnis glaubwürdiger Charaktere und fesselnder Geschichten. Konstanz: UVK Verl.ges. 2013. (Praxis Film. 76.) ISBN 3-86764-372-5